# Куликов, Александр Николаевич
Александр Николаевич Куликов (14 мая 1941, Бендеры, Молдавская ССР, СССР — 23 апреля 2016, Москва, Россия) — советский и российский деятель органов внутренних дел. Начальник Управления внутренних дел на транспорте МВД РСФСР с 1990 по 14 сентября 1991. Заместитель министра внутренних дел СССР с 14 сентября 1991 по 29 января 1992. Заместитель министра внутренних дел Российской Федерации с 29 января 1992 по 8 ноября 1995. Начальник Главного управления внутренних дел по Московской области с 8 ноября 1995 по 29 сентября 1999. Генерал-полковник милиции (1993).

## Биография
Родился 14 мая 1941 в городе Бендеры Молдавской ССР. Воспитывался в детском доме. Окончил среднюю школу и профессионально-техническое училище. Работал токарем на заводе. С 1962 по 1965 проходил срочную службу в Советской армии.
В органах внутренних дел СССР с 1965. Окончил Высшую школу МВД СССР в 1970. С 1970 работал на различных должностях оперативно-начальствующего и руководящего состава следственных аппаратов в городе Йошкар-Оле Марийской АССР. С 1980 работал в подразделениях транспортной милиции на Байкало-Амурской магистрали.
С 1981 по 1983 — советник в представительстве МВД СССР при Министерстве внутренних дел Демократической Республики Афганистан, принимал непосредственное участие в боевых действиях Афганской войны. 
С 1983 по 1987 — заместитель начальника Кузбасского УВД на транспорте.
С 1987 по 1990 — начальник УВД Марыйского облисполкома (Туркменская ССР).
С 1990 по 14 сентября 1991 — начальник Управления внутренних дел на транспорте МВД РСФСР. После событий ГКЧП, с 14 сентября 1991 по 29 января 1992 — заместитель министра внутренних дел СССР в звании генерал-майора милиции. Полномочия в этой должности прекратились в связи с распадом СССР в декабре 1991.
С 29 января 1992 по 8 ноября 1995 — заместитель министра внутренних дел Российской Федерации, переутверждён в должности 18 апреля 1992. Специальное звание генерал-лейтенанта милиции присвоено 8 ноября 1992.
Стал широко известен в период октябрьских событий в Москве в октябре 1993 года. Когда Президент России Борис Ельцин объявил чрезвычайное положение в Москве, с 4 по 18 октября 1993 Куликов исполнял обязанности коменданта города. Активно участвовал в операции по блокированию здания Верховного Совета России и по его силовому захвату. Кроме того, своим распоряжением приостановил выпуск ряда оппозиционных газет. В ноябре 1993 было присвоено специальное звание «генерал-полковник милиции», кроме того, был награждён орденом «За личное мужество».
8 ноября 1995 освобождён от должности заместителя министра внутренних дел и назначен начальником Главного управления внутренних дел по Московской области. Тем не менее, в декабре 1995 был утверждён членом Коллегии МВД России. Был освобожден от должности начальника ГУВД 29 сентября 1999. В прессе того времени наиболее широко распространенной была версия, что это произошло из-за крупного конфликта Куликова с новым министром внутренних дел Владимиром Рушайло на почве ареста сына генерала. За нападение на офис одной из московских фирм по просьбе товарища «помочь» в конфликте недобросовестными партнерами старший лейтенант милиции Михаил Куликов (служил в ОМОН Московского УВД на транспорте) с двумя коллегами по службе был арестован. Дело вели сотрудники РУБОП, подчинявшегося В. Рушайло. Впоследствии, после выхода из СИЗО, Куликов-младший заявил, что сотрудники РУБОП пытали его, требуя не только признательных показаний по делу, но и компромат на отца. Расследование затянулось, за это время из МВД был уволен и сам Рушайло, обвиняемым заменили меру пресечения с содержания под стражей на подписку о невыезде. В итоге 4 апреля 2001 года суд признал М. Куликова виновным в совершении целого ряда тяжких и особо тяжких преступлений (вымогательство, мошенничество, разбой, превышение служебных полномочий, должностной подлог) и приговорил к 10 годам лишения свободы условно с испытательным сроком на 2 года,.
Имея хорошие отношения с губернатором Московской области Анатолием Тяжловым, уже 17 октября 1999 был назначен министром правительства Московской области по вопросам юстиции и регистрации (должность министра была создана специально для Куликова). Однако уже в феврале 2000 новый избранный губернатор Борис Громов своим постановлением освободил от должности всё правительство. Новых назначений Куликов не получил. В 2005 участвовал в выборах главы города Люберцы Московской области, но потерпел поражение. На тот момент работал управляющим делами Федерального фонда обязательного медицинского страхования.
Умер 23 апреля 2016 в Москве.

## Семья
Был женат, имел двоих детей.

## Награды
- Орден «За личное мужество» (9 ноября 1993) — за мужество и отвагу, проявленные при выполнении специального задания в условиях, сопряжённых с риском для жизни[15]
- Орден Красной Звезды
- Медаль «За отвагу на пожаре»
- Другие награды